# NGC 3225
NGC 3225 é uma galáxia espiral (Sc) localizada na direcção da constelação de Ursa Major. Possui uma declinação de +58° 08' 59" e uma ascensão recta de 10 horas, 25 minutos e 09,9 segundos.
A galáxia NGC 3225 foi descoberta em 8 de Abril de 1793 por William Herschel.